# Fernando Varela (ur. 1987)
Fernando Lopes dos Santos Varela (ur. 26 listopada 1987 w Cascais) – kabowerdeński piłkarz występujący na pozycji obrońcy. Zawodnik klubu PAOK FC.

## Kariera klubowa
Varela urodził się w Portugalii w rodzinie pochodzącej z Republiki Zielonego Przylądka. Karierę rozpoczynał w 2005 roku w zespole GD Estoril-Praia z drugiej ligi. Sezon 2006/2007 spędził na wypożyczeniu w trzecioligowym UD Rio Maior. Potem wrócił do Estoril. Grał w nim jeszcze przez 1,5 roku.
W styczniu 2009 roku Varela przeszedł do pierwszoligowego CD Trofense. W Primeira Liga zadebiutował 24 stycznia 2009 roku w wygranym 3:1 pojedynku z FC Paços de Ferreira. 4 maja 2009 roku w wygranym 2:1 spotkaniu z CF Os Belenenses strzelił pierwszego gola w Primeira Liga. W tym samym roku spadł z zespołem do drugiej ligi.
W 2011 roku Varela trafił do pierwszoligowego CD Feirense. Pierwszy ligowy mecz zaliczył tam 14 sierpnia 2011 roku przeciwko Nacionalowi (0:0). Graczem Feirense był przez rok. W 2012 roku odszedł do rumuńskiego FC Vaslui. W 2013 roku został zawodnikiem Steauy Bukareszt. W 2016 trafił do PAOK FC.

## Kariera reprezentacyjna
W reprezentacji Republiki Zielonego Przylądka Varela zadebiutował 15 czerwca 2008 roku w wygranym 1:0 meczu eliminacji Mistrzostw Świata 2010 z Mauritiusem. 4 września 2010 roku w wygranym 1:0 spotkaniu eliminacji Pucharu Narodów Afryki 2012 z Mali strzelił pierwszego gola w drużynie narodowej.